# حضن إبراهيم

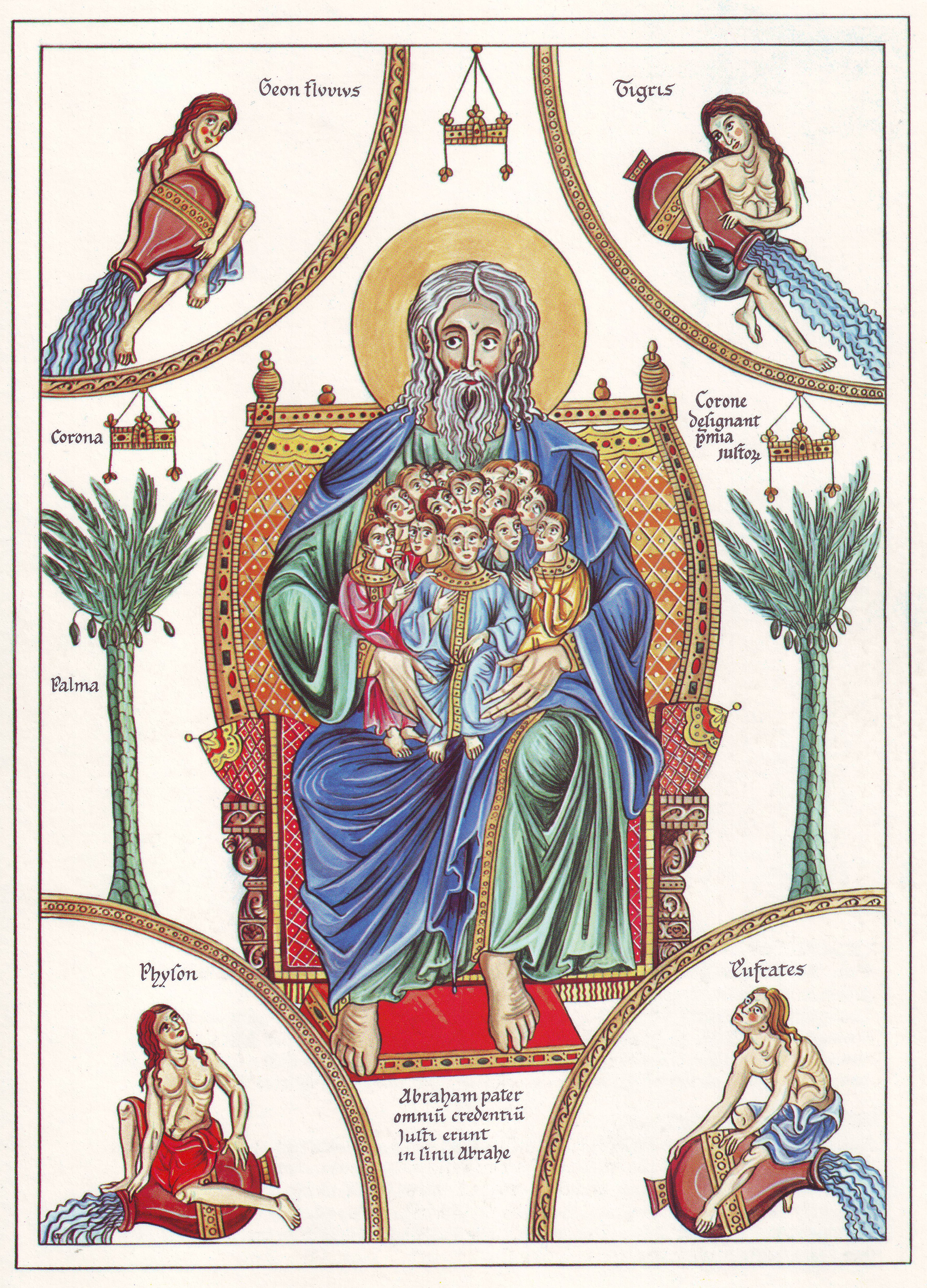

حضن إبراهيم، هو مكان الاستراحة في شاؤول اليهودية (أو هاديس في الترجمة السبعينية للكتاب المقدس العبري في نحو عام 200 قبل الميلاد، وهكذا استعملت في العهد الجديد)، وهو المكان الذي ينتظر فيه الصالحون يوم الدين، وتترجم الكلمة في العربية إلى «الهاوية».
توجَد هذه العبارة وهذا المفهوم في اليهودية و‌المسيحية وفي فنونهما الدينية، ولكنهما غير موجودين في الإسلام.

## أصل العبارة
الكلمة التي تدل على الحضن في النص الإغريقي هي كولبوس، وتعني الحضن أو الخليج. يرتبط هذا بفترة الهيكل الثاني عندما كان المضيِّفون يأكلون الطعام مستلقين بالقرب من ضيوفهم، ويُقال إن أقرب الضيوف كان يقعد في حضن المضيف. (انظر يوحنا 13:23)
وإن كان المفسرون متفقين على معنى عبارة حضن إبراهيم، فإنهم مختلفون في أصولها. فحتى زمن مادوناتوس (1583 بعد الميلاد)، كان أصلها يُرجَع إلى ما يفعله الأبوان في كل الحضارات إذ يضعون أبناءهم بين أيديهم أو على ركبهم عندما يُتعَبون أو يعودون إلى المنزل، ويتركونهم يرتاحون إلى جانبهم في الليل (انظر سفر صموئيل 12:3، وسفر الملوك 3:20، و17:19، وإنجيل لوقا 11:7، وما سيأتي ذكره)، وبذلك يمتّع الآباء أبناءهم بالراحة والأمان في أحضانهم المحبّة. وبنفس الطريقة يفترَض أن إبراهيم يعامل أبناءه وحفدته بعد متاعب ومشكلات الحياة الحاضرة، لذا فإن التعبير المجازي «أن يكون المرء في حضن إبراهيم»، يعني أن يكون في راحة وسعادة معه.
ولكن مالدوناتوس (1583) الذي كانت نظريته مقبولة بين كثير من العلماء ولم تزل، يقول إن العبارة المجازية مشتقة من عادة الاستلقاء على الأرائك إلى الطاولة، التي كانت شائعة بين اليهود قبل زمن المسيح. وكان الضيوف في الولائم يتكئون على مرافقهم اليسرى بحيث يتركون أيديهم اليمنى حرة، وكان يستلقي اثنان أو أكثر على الأريكة، فيكون رأس أحد الرجلين قرب ثندوة الرجل الذي خلفه، ومن هنا صار يقال «الاستلقاء في حضن» أحد آخر.
وكان اليهود القدماء يعدونها علامة إكرام وتفضيل أن يسمح مقيم الوليمة لأحد أن يستلقي في حضنه (قارن مع سفر يوحنا 13:23)، وبهذه الطريقة صُوّرت الحياة الأخرى. وكانوا يعتبرون المشاركة في مأدبة إبراهيم «أبي المؤمنين» (قارن مع متى 8:11) ثوابًا للصالحين بعد موتهم، وأما أعظم الثواب فهو الاستلقاء في حضن إبراهيم.

## مسكن الصالحين الموتى

### اليهودية
في يهودية الهيكل الأول، كانت الهاوية في العهد القديم، أو هاديس في الترجمة السبعينية، مكانًا من الصمت يذهب كل الناس إليه. ولكن خلال السبي البابلي أو بعده، بدأت تظهر أفكار نشاط الموتى في الهاوية تدخل اليهودية.
في فترة الهيكل الثاني (تقريبًا بين 500 قبل الميلاد و70 بعد الميلاد)، ظهر مفهوم حضن إبراهيم أول مرة في البرديّات اليهودية، وكان يشير إلى «حضن إبراهيم وإسحاق ويعقوب». يعكس هذا الإيمان بأن الشهداء اليهود يتوقعون أنه: «بعد موتنا هكذا سيستقبلنا إبراهيم وإسحاق ويعقوب ويبرّك لنا كل آبائنا» (4 المكابيين 13:17). واعتمدت أعمال يهودية أخرى الصورة الأسطورية الإغريقية عن هاديس (العالم السفلي) حيث يكون الحاجز بين الصالحين وبين غير الصالحين الذين هم في النار بنهر أو فجوة. في سفر رؤيا صفنيا غير القانوني أن على النهر قائد عربة يكافئ شارون في الأسطورة الإغريقية، ولكن بعد أن استُبدل به ملك. على الجانب الآخر من حضن إبراهيم: «لقد نجوت الهاوية، والآن ستعبر المعبر إلى كل الصالحين، منهم إبراهيم وإسحاق ويعقوب وإنوخ وإلياس وداوود». في هذه القصة دورٌ لإبراهيم لا يوجد في غيرها، فهو شفيعٌ للذين يقبعون في الجزء الجحيمي من هاديس.
يصف سفر إنوخ غير القانوني رحلًا عبر الكون ويقسم الهاوية إلى أربعة أقسام: قسم للصالحين حقًّا، وقسم للصالحين، وقسمٌ للآثمين الذين يعذبون حتى تقوم الساعة، وقسم للآثمين الذين كملت آثامهم فلا يُرحَمون يوم القيامة. ولكن لأن الكتاب منسوب إلى إنوخ الذي سبق إبراهيم، فإنه لا تظهر فيه شخصية إبراهيم طبعًا.
تحفظ المصادر الحاخامية المتأخرة روايات متعددة عن أصل فكرة حضن إبراهيم. في كتاب كيدوشين بي72، يقال إن أدا بن أهافا ابن القرن الثالث جالس في حضن إبراهيم، وإنه «في العالم الآخر يقعد إبراهيم على باب جهنم، ويمنع كل من حمل علامة العهد من الدخول»، بحسب الحاخام ليفي. في العقد السابع من القرن السادس عشر، اقترح أبراهام غيغر أن موعظة للعازر في الأصحاح 16 من إنجيل لوقا تحفظ أسطورة يهودية تقول إن لعاز يمثل خادم إبراهيم إليعازار.